# The League of Nations
The League of Nations (en español «Liga de Naciones») fue un stable heel de lucha libre profesional de la WWE que fue compuesto por Alberto Del Rio, King Barrett, Sheamus y Rusev. El grupo debutó el 30 de noviembre de 2015 en Raw.
The League of Nations fue un grupo revolucionario en donde todos sus miembros eran extranjeros, e intentaban acabar con luchadores estadounidenses.

## Carrera

### WWE (2015-2016)

#### 2015

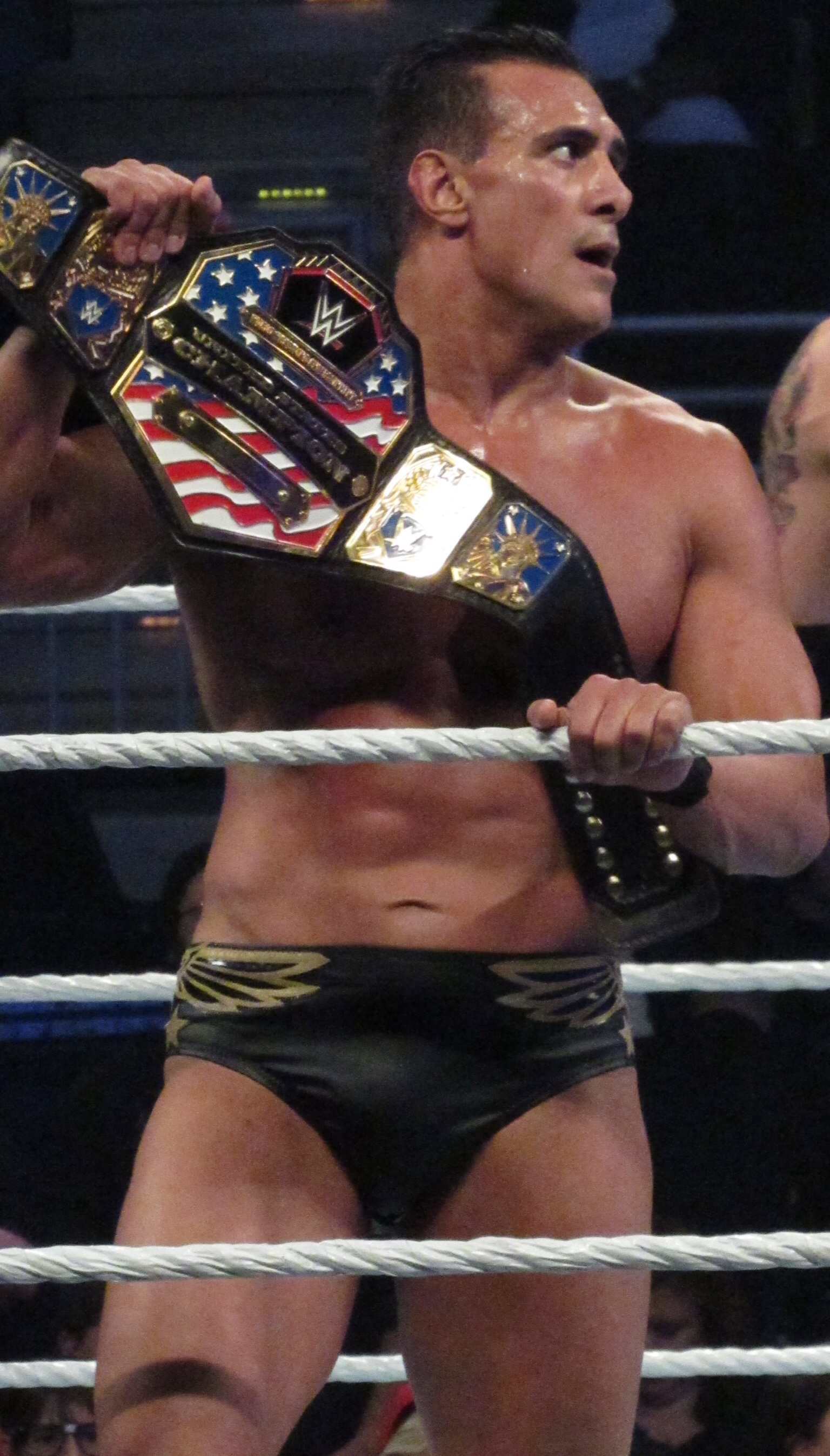
Mientras estuvo con The League of Nations, Alberto Del Rio llegó a ser Campeón de los Estados Unidos por segunda vez.

En Survivor Series 2015, Sheamus logró ganar el Campeonato Mundial Peso Pesado de la WWE al cobrar su maletín del Money in the Bank ante Roman Reigns, quien se encontraba celebrando su reciente coronación al haber derrotado a Dean Ambrose en la final de un torneo para declarar al nuevo campeón tras la lesión del excampeón Seth Rollins, quien dejó vacante el título. La revancha por el título se dio en TLC: Tables, Ladders & Chairs. Durante la lucha, Alberto Del Rio y Rusev intervinieron en el combate impidiendo que Reigns ganara la lucha, permitiendo que Sheamus retuviera su título. El 30 de noviembre en Raw, Sheamus se enfrentó a Reigns en una revancha por el título, en donde Alberto Del Rio (el entonces Campeón de los Estados Unidos), King Barrett y Rusev volvieron a interferir. Luego de la lucha, Sheamus que los cuatro luchadores, todos extranjeros, formarán el stable "The League of Nations". Esa misma noche, el stable debutó haciendo equipos con los Campeones en Parejas de la WWE The New Day derrotando a Roman Reigns, Dean Ambrose y The Usos en un 7 contra 4 handicap Match. Esa misma semana en SmackDown, Reigns derrotó a todos los miembros de League of Nations en un 4 contra 1 handicap Match por cuenta fuera del ring. El 7 de diciembre en Raw, The League Of Nations fueron agregados en un 16-man fatal 4-way elimination tag team Match ante The Wyatt Family, The ECW Originals y el equipo de Roman Reigns, Dean Ambrose y The Usos; la lucha terminó a favor de este último equipo con Reigns cubriendo a Sheamus hasta la cuenta de tres.
Durante las siguientes semanas mantuvieron una rivalidad con Roman Reigns y sus aliados, e individualmente los miembros del stable mantuvieron feudos con otros luchadores. Jack Swagger inició un feudo con Alberto Del Rio por el Campeonato de los Estados Unidos, Rusev rivalizó con Ryback, ambas rivalidades culminaron en TLC: Tables, Ladders & Chairs. En el evento, Del Rio y Rusev lograron vencer a sus respectivos oponentes, mientras que Sheamus derrotó a Reigns y retuvo el Campeonato Mundial Peso Pesado de la WWE con algo de ayuda de Del Rio y Rusev, luego de la lucha los tres fueron atacado por Reigns. La noche siguiente en Raw, Sheamus perdió su título ante Reigns.

#### 2016
El 11 de enero de 2016 en Raw, Alberto Del Rio perdió el Campeonato de los Estados Unidos ante Kalisto, pero lo recuperó el día siguiente en SmackDown (transmitido el 14 de enero), luego de una interferencia de King Barrett. El 24 de enero en Royal Rumble, Del Rio volvió a perder su título ante Kalisto. El 21 de febrero en Fastlane, Del Rio perdió en su revancha de recuperar su título en un 2-out-of-3 Falls Match.
En Fastlane, los Campeones en Parejas de la WWE The New Day se burlaron de The League of Nations llamándolos "league of booty" (en español "Liga de traseros"). Luego, los Campeones en Parejas continuaron burlándose de The League of Nations en sus segmentos iniciando un feudo con ellos, pactándose una lucha para Roadblock. En el evento, Sheamus y King Barrett fueron derrotados en la primera lucha del evento. La noche siguiente en Raw, Alberto Del Rio y Rusev se enfrentaron a The New Day, pero perdieron el combate, consiguiendo así The New Day derrotar a los cuatro miembros de The League of Nations. Luego, retaron a The New Day a una lucha no titular en WrestleMania 32 en un Six Man Tag Team Match, con King Barrett en la esquina de The League of Nations, siendo aceptado por The New Day.

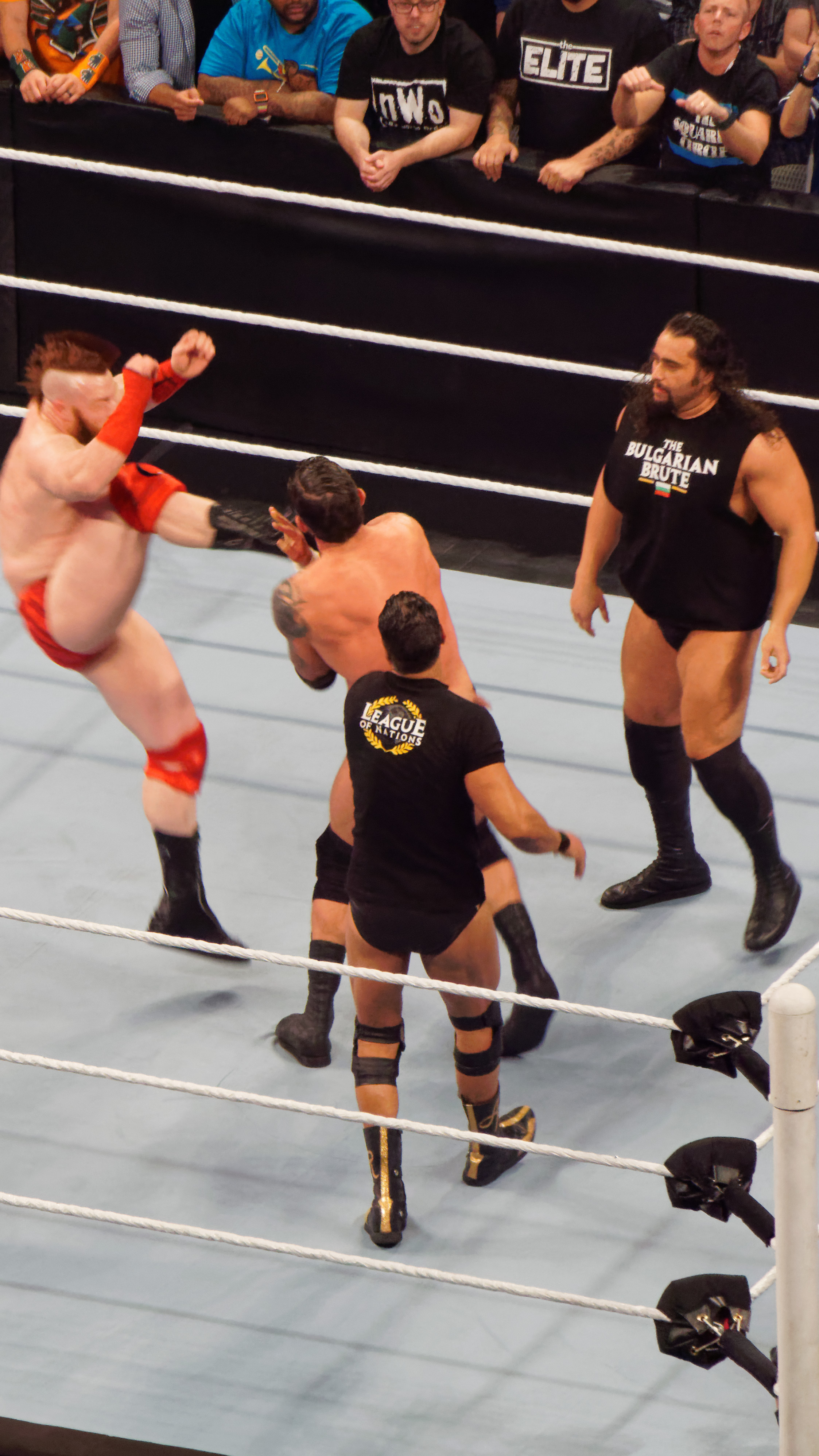
The League of Nations al momento de traicionar a Barrett.

En WrestleMania, The League of Nations logró derrotar a The New Day, y luego de la lucha las leyendas Shawn Michaels, Mick Foley y Stone Cold Steve Austin ingresaron al ring y atacaron a los miembros de The League of Nations. La noche siguiente en Raw, los miembros de The League of Nations tuvieron otra oportunidad por el Campeonato en Parejas de la WWE de The New Day, pero perdieron con Barret recibiendo el conteo de tres. Luego de la derrota esa misma noche, Sheamus justificaría la mala racha de su grupo debido a un eslabón débil, siendo King Barrett al que atacaron expulsándolo del stable. Luego del ataque, The Wyatt Family atacó al resto de los miembros de The League of Nations, iniciando un feudo con ellos. Sin embargo, debido a las lesiones de los miembros de The Wyatt Family (Luke Harper y su líder Bray Wyatt) el feudo se vio afectado y posteriormente cancelado.
El 28 de abril en SmackDown, The League of Nations se enfrentó a Cesaro, Kalisto y Sami Zayn. En medio de la lucha, mientras Del Rio se preparaba para atacar a su oponente, Rusev lo relevo al estar cerca tocándolo mientras este todavía estaba apto para seguir con el combate, formando una riña entre los miembros de The League of Nations, para luego Del Rio terminar por abandonar a sus compañeros. Luego del abandono de Del Rio, Sheamus golpeó accidentalmente a Rusev provocando otro altercado entre ambos con el resultado de Rusev abandonando el combate dejando a Sheamus solo, pero antes de recibir el conteo de tres Sheamus también abandono el combate perdiendo el grupo por conteo de diez fuera del ring. Luego en backstage, los tres miembros de The League of Nations se atacaron mutuamente y luego de tumbar a sus compañeros, Sheamus les dijo que el grupo estaba terminado.

## En lucha
- Movimientos finales
  - Alberto Del Rio
    - Diving double foot stomp a un oponente atrapado en las tree of woe

  - Rusev
    - The Accolade (Camel clutch, usualmente después de un stomp a la espalda de un oponente tendido boca abajo)

  - Sheamus
    - Brogue Kick (Running bicycle kick)

  - Apodos
    - "The Lads"[3]

  - Música de entrada
    - "Hellfire" de CFO$ (3 de diciembre de 2015)
    - "A League of Their Own" de Jim Johnston (7 de diciembre de 2015–28 de abril de 2016)

## Campeonatos y logros
- WWE
  - WWE World Heavyweight Championship (1 vez) - Sheamus
  - WWE United States Championship (2 veces) - Alberto Del Rio